# 모리 아키라
모리 아키라(森章, 1936년 7월 12일 ~ )는 일본의 부동산 개발업자이자 그의 아버지 모리 타이키치로가 1959년에 설립한 회사인 모리 빌딩의 분파이자 일본 도쿄의 부동산 개발업체인 모리 트러스트의 회장이다. 2022년 7월 현재 그의 순자산은 30억 달러로 추산된다.

## 생애
모리는 1936년 7월 일본 교토에서 태어났다. 그는 게이오대학교를 다녔고, 1960년에 졸업했다. 야스다 트러스트 앤드 뱅킹(Yasuda Trust & Banking, 현재의 미즈호 트러스트 앤드 뱅킹의 일부)에 입사했다. 1972년 정식으로 모리 빌딩에 직원으로 입사했다.
1993년 아버지가 사망한 후, 그와 그의 형인 모리 미노루가 가업을 물려받았고, 1999년에 불화로 인해 사업을 분할했다. 아키라는 모리 트러스트(Mori Trust)를 이끌었고, 그의 형은 2012년 3월 8일 사망할 때까지 모리 빌딩 회사의 남은 부분을 이끌었다. 모리 트러스트는 67개의 건물을 소유 및 운영하고, 주로 도쿄 중심부와 주거용 건물로 구성된 89개의 건물을 관리한다. 일본의 다른 주요 도시. 여기에는 도쿄 만 근처 상업 지구에 있는 도쿄 시오도메 빌딩과 콘래드 도쿄를 포함한 약 30개의 호텔이 포함된다. 그는 아베 신조 총리가 제정한 경제 개혁이 진행되는 2013년에 회사의 도쿄 부동산 포트폴리오를 확장하는 데 관심을 표명했다.
모리 사장은 2016년 모리 트러스트 호텔&리조트 사장을 맡은 외동딸 미와코 다테를 모리 트러스트 사업 인수자로 선택했다. 이제 모리 아키라가 모리 트러스트 이사회 의장직을 맡게 되었다.